# James Island
James Island es un pueblo ubicado en el Condado de Charleston en el estado estadounidense de Carolina del Sur. 
Se encuentra en la parte central y sur de Isla James. Según lo definido por la Oficina del Censo de EE. UU., la población de la ciudad está incluido en el área metropolitana de Charleston-North Charleston-Summerville.